# 가스가역 (도쿄도)
가스가역(일본어: 春日駅)은 일본 도쿄도 분쿄구에 있는 도쿄 도 교통국의 역이다. 역 번호는 미타 선이 I 12이고, 오에도 선이 E 07이며, 오에도 선의 부역명은 분쿄 시빅 센터앞이다. 이 역은 도쿄 메트로 마루노우치 선과 난보쿠 선이 만나는 고라쿠엔 역과 연결 개찰구를 통해 연결되어 있어 환승이 가능하다.

## 역 구조
두 노선 모두 지하역의 구조로 미타 선은 상대식 승강장 2면 2선의 승강장은 지하 1층에 위치하고, 오에도 선은 섬식 승강장 1면 2선의 승강장은 지하 3층에 위치한다.

### 승강장
| 1 | 미타 선   | 오테마치・시로카네타카나와・메구로・히요시 방면                                         |
| 2 | 미타 선   | 스가모・시무라 3초메・니시타카시마다이라 방면                                           |
| 3 | 오에도 선 | 이다바시・도초마에 방면 (네리마・히카리가오카 방면・롯폰기 방면은 도초마에 역에서 환승) |
| 4 | 오에도 선 | 우에노오카치마치・료고쿠・기요스미시라카와・쓰키시마・다이몬 방면                       |

## 역 주변
- 도쿄 돔 시티
  - 도쿄 돔
  - 도쿄 돔 시티 어트랙션스
  - LaQua
  - 프리즘 홀
  - 도쿄 돔 호텔
  - 고라쿠엔 홀
- 분쿄 시빅 센터
  - 분쿄 시빅 홀
- 도쿄 도 전몰자 령원
- 레키센 공원
- 고이시카와 대신궁
- 분쿄구청
- 주오 대학 고라쿠엔 캠퍼스
- 고도관
- 도쿄 대학 혼고 캠퍼스
- 교통국 가스가 청사 (분실물 센터)
- 경시청 도미사카 경찰서
- 보통원
- 메트로・M고라쿠엔

## 역사
- 1972년 6월 30일: 미타 선 영업 개시.
- 1978년 7월 1일: 6호선을 미타 선으로 노선명 변경.
- 2000년
  - 7월: 미타 선 승강장에 스크린도어 설치.
  - 12월 12일: 오에도 선 영업 개시, 환승역이 됨.
- 2012년
  - 5월 13일: 오에도 선 승강장에 스크린도어 설치.
  - 6월 23일: 오에도 선 승강장에 스크린도어 사용 개시.
- 2013년 3월 16일: 당역 ⇔ 고라쿠엔 역간 역 구내 통과 서비스 도입[2][3].
- 2015년 4월 1일: 미타 선 업무가 히비야 역무 관리소와 스이도바시 역무 지역에서 우에노오카치마치 역무 관리소 및 우에노오카치마치 역 사무구에 이관됨.

## 사진

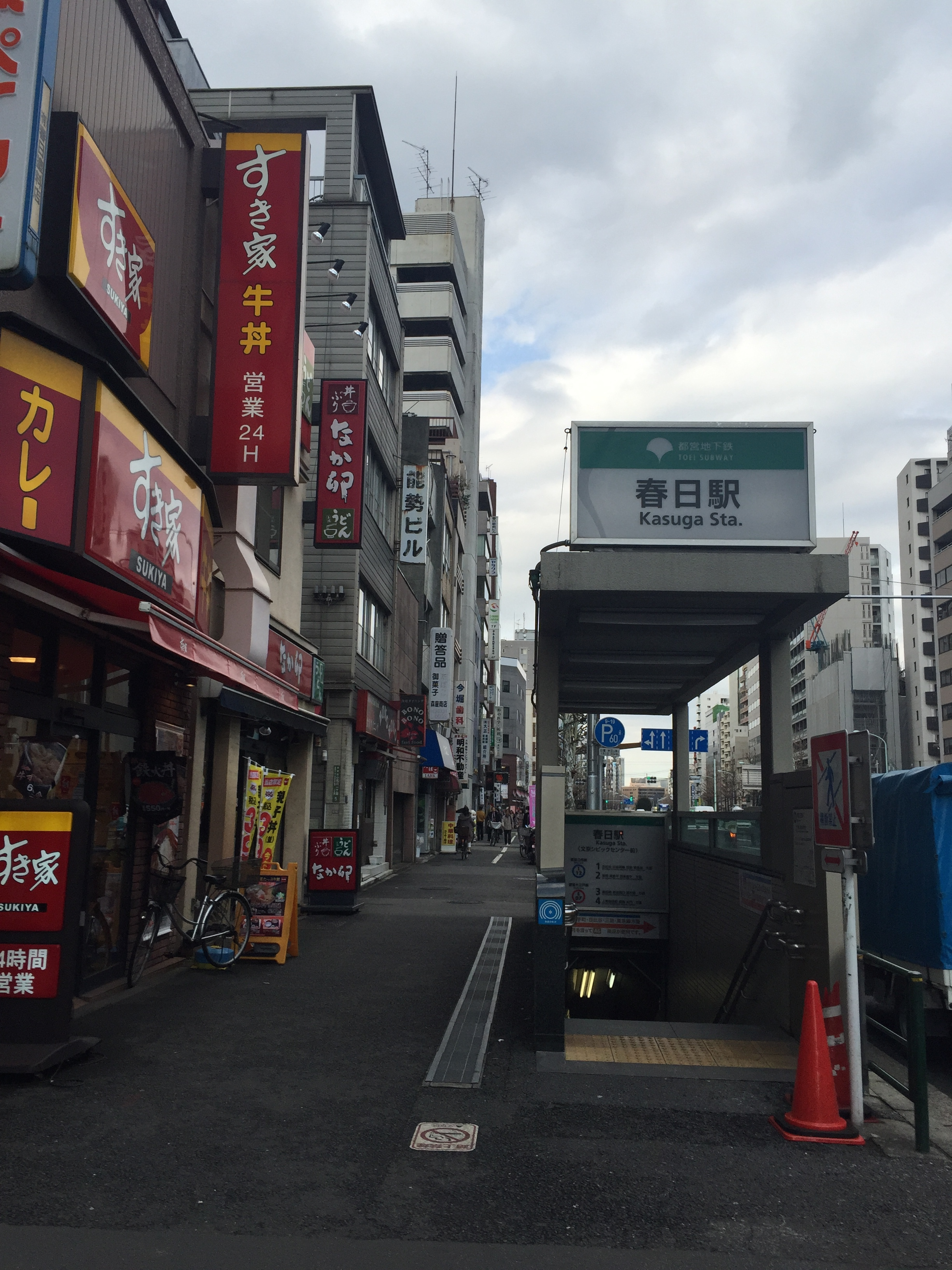
A4 출입구

## 인접역
| 도쿄 도 교통국 미타 선      | 도쿄 도 교통국 미타 선 | 도쿄 도 교통국 미타 선              |
| --------------------------- | ---------------------- | ----------------------------------- |
| I 11 스이도바시 메구로 방면 | 미타 선                | 하쿠산 I 13 니시타카시마다이라 방면 |

| 도쿄 도 교통국 오에도 선    | 도쿄 도 교통국 오에도 선 | 도쿄 도 교통국 오에도 선          |
| --------------------------- | ------------------------ | --------------------------------- |
| E 06 이다바시 도초마에 방면 | 오에도 선                | 혼고 3초메 E 08 히카리가오카 방면 |